# Ібах
Ібах (нім. Ibach) — громада в Німеччині, знаходиться в землі Баден-Вюртемберг. Підпорядковується адміністративному округу Фрайбург. Входить до складу району Вальдсгут.
Площа — 21,39 км2. Населення становить 359 ос. (станом на 31 грудня 2020).